# Sociedade Brasileira de Microeletrônica
A Sociedade Brasileira de Microeletrônica (SBMicro) é é uma sociedade científica, sem fins lucrativos, que agrega pesquisadores, professores, profissionais e estudantes  interessados na área de microeletrônica com o objetivo de promover este setor científico e tecnológico através de ações junto aos governos federal, estaduais e municipais, eventos técnico-científicos, material informativo e formativo, reuniões políticas e científicas, entre outras.
A SBMicro é filiada à Sociedade Brasileira para o Progresso da Ciência (SBPC) e tem atuado conjuntamente com outras sociedades científicas com interesses afins, como podemos destacar a aproximação com a Sociedade Brasileira de Computação (SBC) através da sua Comissão Especial de Concepção de Circuitos Integrados (CECCI).[carece de fontes?]

## Administração
A instituição é regida por um estatuto e administrada por uma Diretoria. A Sociedade também possui um Conselho com funções deliberativas e normativas.
Atual diretoria:
- Presidente: Nilton Itiro Morimoto (USP)
- Vice-Presidente: Renato Perez Ribas (UFRGS)
- Diretora Administrativa: Celina Kikue Massumoto Yunaka (USP)
- Diretor Financeiro: Walter Santana (USP)
- Diretor de Planejamento Estratégico: Altamiro A. Susin (UFRGS)
- Diretor de Educaçao: Eric Ericson Fabris (UFRGS)
- Diretora de Inovaçao e Novas Oportunidades: Edelweis Ritt (CEITEC)